# 4982 Bartini
4982 Bartini è un asteroide della fascia principale. Scoperto nel 1977, presenta un'orbita caratterizzata da un semiasse maggiore pari a 2,7794544 UA e da un'eccentricità di 0,1814416, inclinata di 4,62262° rispetto all'eclittica.
È intitolato alla memoria di Roberto Oros di Bartini, ingegnere aeronautico italiano naturalizzato sovietico scomparso nel 1974.